# Махмуд аг Агали
Махмуд аг Агали (фр. Mahmoud az Agali; араб. محمود من الألف إلى الياء اغالي‎; род. ?, Мали) Малийский и Азавадский государственный и политический деятель. С 15 октября 2011 Секретарь Президиума НДОА. С 7 июня 2012 — Член Временного правительства Азавада. и.о. Премьер-министра Азавада (7 июня — 15 июля 2012).

## Секретарь Президиума НДОА
7 июня 2012 назначен Секредарём президиума НДОА и  и.о. премьер-министра Азавада. Также Махмуд стал членом Временного правительства Азавада. 15 июля 2012, в связи с упразднением Правительства Азавада он покинул пост Председателя Революционного совета Азавада.